# Hyperloop

Impressie van een capsule van de hyperloop: een luchtcompressor aan de voorkant, een compartiment voor reizigers in het midden, een batterijcompartiment aan het einde en hoovercraftachtige ski's onder de capsule.

De hyperloop is een concept voor een vacuümtrein. Het is een transportsysteem waarbij gebruikgemaakt wordt van een luchtdrukbuis, enigszins vergelijkbaar met buizenpost, waardoor mensen en goederen getransporteerd worden. Een groot verschil met buizenpost is dat er niet met overdruk gewerkt wordt; de hyperloop vereist een onderdruk. Het concept is gebaseerd op het werk van de Amerikaanse natuurkundige Robert Goddard. In 2022 waren er nog geen concrete projecten gebouwd.

## Voorgeschiedenis
Het idee om spoorwegen op luchtdruk te maken werd al rond 1800 geopperd. In 1799 bedacht George Medhurst uit Londen dit voor goederenvervoer en in 1812 voor reizigersvervoer. Daarna probeerden verschillende ingenieurs het concept te realiseren en allerlei tegenslagen te overwinnen.
In Ierland draaide tien jaar lang (1844-1854) de Dalkey Atmospheric Railway van een kleine 3 km, met in een gebouw een stoommachine die voor de onderdruk zorgde om de wagens een heuvel op te zuigen; de zwaartekracht zorgde voor de terugrit. In Engeland volgde de South Devon Railway (32 km, 1847-1848; max. snelheid rond 100 km/h voor een korte trein). In Frankrijk was er bij Parijs een klein tracé (8,5 km, 1847-1860), in Londen de Crystal Palace pneumatic railway (experimenteel, ca. 500 m, 1864), en in New York de Beach Pneumatic Transit (proefgedeelte van ca. 100 m, 1870-1873). In Zwitserland is een groep sinds 1974 bezig met actief vooronderzoek voor een vacuümtreinsysteem onder de naam SwissMetro om het land te verbinden met hogesnelheidstreinen zonder het landschap aan te tasten.

## Recentere ontwikkelingen
Het idee werd in 2012 opnieuw onder de aandacht gebracht door Elon Musk en werd sindsdien door meerdere bedrijven en universiteiten opgepikt en verder ontwikkeld. Om de technologische ontwikkelingen een boost te geven, heeft SpaceX in juni 2015 de Hyperloop Pod Competition gestart. SpaceX bouwde een testbaan op halve schaal van 1,6 km lang, naast hun hoofdkantoor in Californië. Studententeams, maar ook bedrijven, konden meedoen aan deze competitie met een hyperloop-pod op halve schaal. In januari 2017 streden drie teams die een jaar eerder op basis van hun ontwerp geselecteerd waren, tegen elkaar, waaruit het beste hyperloop-voertuig moest blijken. Het Nederlandse studententeam van de TU Delft dat deelnam aan de competitie onder de naam Delft Hyperloop won de competitie. Een Duits team (WARR uit München) won het klassement door de hoogste snelheid te halen. De testbuis van SpaceX bestaat anno 2022 niet meer.
In september 2018 werd een akkoord getekend tussen ProRail en de Technische Universiteit Delft om de voorlopig nog niet gebruikte tweede tunnelbuis van de Delftse Willem van Oranjetunnel te gebruiken om een hyperloop-testbuis te installeren voor experimenten. Van dit plan kwam niets terecht; de tunnelbuis werd in gebruik genomen als spoortunnel.
Eind 2019 werd bekend dat er een hyperloop-onderzoekscentrum zou komen op enkele kilometers van de stad Groningen. De drie kilometer lange testbaan zou in 2025 klaar zijn. Begin 2024 werd echter bekend dat het niet doorgaat, vanwege de instabiele ondergrond ter plaatse. In hetzelfde jaar ontwikkelde Hardt een testlocatie in Veendam, het European Hyperloop Center (EHC), de grootste Hyperloop-testlocatie in Europa met een baan van bijna 500 meter. Later dat jaar had de baan de primeur met de eerste succesvolle (nog onbemande) test.

## Bedrijven
De volgende bedrijven zijn actief met het concept:
- Hardt Hyperloop (Nederland)
- Zeleros (Spanje)
- TransPod werkt in Canada aan een lijn tussen Calgary en Edmonton.[1] Deze zou in 2030-2035 afgewerkt moeten zijn.[1]
- Hyperloop Transportation Technologies werkt aan een lijn tussen Padua en Venetië.[1]

Voorheen waren ook actief:
- Virgin Hyperloop One, net zoals HTT geen passagiersvervoer meer.[1] Sloot in december 2023 definitief.[9]

Er zijn ook studententeams actief met het concept:
- Delft Hyperloop (Nederland)
- HYPED (Schotland)
- Hyperloop UPV (Spanje)
- Swissloop (Zwitserland)

## Kritiek
De hyperloop heeft vanuit verschillende hoeken veel kritiek ontvangen; critici stellen onder meer vraagtekens bij de kostenraming, het energieverbruik en de veiligheid van het concept. 
De positie van Musk rond het idee was niet duidelijk; zo zou Musk het idee van de hyperloop in Californië gelanceerd hebben om andere plannen rond hogesnelheidstreinen te frustreren.